# Kwun Tong
Kwun Tong (chin. trad.: 觀塘區) – jedna z 18 dzielnic Specjalnego Regionu Administracyjnego Hongkong Chińskiej Republiki Ludowej. 
Dzielnica położona jest we wschodniej części regionu Koulun. Powierzchnia dzielnicy wynosi 11,05 km², liczba ludności według danych z 2006 roku 587 423, co przekłada się na gęstość zaludnienia wynoszącą 52 123 os./km².
W dzielnicy jest stacja metra Kwun Tong.